# Estadísticas de la Liga Venezolana de Béisbol Profesional (2015-2016)
La 68° Temporada 2015-16 de la Liga Venezolana de Béisbol Profesional comenzó el día 7 de octubre de 2015 con la visita de los Leones del Caracas a los Caribes de Anzoátegui, campeones de la temporada pasada. El resto de los juegos inaugurales se jugaron el mismo día.
La primera mitad terminó el 15 de noviembre, la segunda mitad terminará el 3 de enero de 2016.
El campeonato se jugará con la pelota RAWLING OLB.

## Sistema de competencia

### Temporada regular
La temporada regular consta de dos mitades lo cual abarca un total de 63 juegos a disputarse para cada uno de los ocho clubes que conforman a la Liga Venezolana de Béisbol Profesional. La primera mitad está integrada de 32 juegos para cada club y la segunda de 31 juegos para cada club.

## Líderes de la LVBP Temporada 2015

### Líderes de bateo
| Líderes de bateo promedio   | Líderes de bateo promedio | Líderes de bateo promedio |
| Nombre                      | Equipo                    | Promedio                  |
| --------------------------- | ------------------------- | ------------------------- |
| 1. Alex Romero              | Águilas del Zulia         | .383                      |
| 2. Maikel Cáceres           | Bravos de Margarita       | .371                      |
| 3. Adonis García            | Navegantes del Magallanes | .370                      |
| 4- Ronnier Mustelier        | Cardenales de Lara        | .360                      |
| 5. Christian Marrero        | Bravos de Margarita       | .354                      |
| Líderes Jonrones            |                           |                           |
| Nombre                      | Equipo                    | HR                        |
| 1. Alex Cabrera             | Tiburones de La Guaira    | 11                        |
| 2. José Osuna               | Bravos de Margarita       | 9                         |
| 3. Jairo Pérez              | Cardenales de Lara        | 9                         |
| 4. Carlos Rivero            | Cardenales de Lara        | 9                         |
| 5. Rangel Ravelo            | Cardenales de Lara        | 9                         |
| Líderes carreras impulsadas |                           |                           |
| Nombre                      | Equipo                    | C. I.                     |
| 1. Carlos Rivero            | Cardenales de Lara        | 39                        |
| 2. Jairo Pérez              | Cardenales de Lara        | 39                        |
| 3. José Castillo            | Caribes de Anzoátegui     | 39                        |
| 4. Alex Cabrera             | Tiburones de La Guaira    | 39                        |
| 5. Rangel Ravelo            | Cardenales de Lara        | 39                        |
| Bases robadas               |                           |                           |
| Nombre                      | Equipo                    | C. I.                     |
| 1. Jeremy Hazelbaker        | Caribes de Anzoátegui     | 11                        |
| 2. Maikol González          | Cardenales de Lara        | 10                        |
| 3. Hernan Pérez             | Tigres de Aragua          | 10                        |
| 4. Breyvic Valera           | Bravos de Margarita       | 8                         |
| 5. Rangel Ravelo            | Cardenales de Lara        | 7                         |

### Líderes de picheo
| EFECTIVIDAD            | EFECTIVIDAD               | EFECTIVIDAD |
| Nombre                 | Equipo                    | Efect.      |
| ---------------------- | ------------------------- | ----------- |
| 1. Patrick Johnson     | Caribes de Anzoátegui     | 1.57        |
| 2. Loiger Padron       | Leones del Caracas        | 1.78        |
| 3. Buddy Boshers       | Leones del Caracas        | 1.79        |
| 4. Ruben Alaniz        | Leones del Caracas        | 1.91        |
| 5. Matt Lujan          | Águilas del Zulia         | 1.97        |
| GANADOS                |                           |             |
| Nombre                 | Equipo                    | P.G.        |
| 1. Raúl Rivero         | Cardenales de Lara        | 7           |
| 2. Tiago Da Silva      | Cardenales de Lara        | 6           |
| 3. Vidal Nuno          | Tigres de Aragua          | 5           |
| 4. Omar Bencomo        | Bravos de Margarita       | 5           |
| 5. Austin Bibens-Dirkx | Tigres de Aragua          | 5           |
| PONCHES                |                           |             |
| Nombre                 | Equipo                    | Ponche      |
| 1. Raúl Rivero         | Cardenales de Lara        | 54          |
| 2. Austin Bibens-Dirkx | Tigres de Aragua          | 50          |
| 3- Junior Guerra       | Tiburones de La Guaira    | 49          |
| 4. Patrick Johnson     | Caribes de Anzoátegui     | 46          |
| 5. Néstor Molina       | Cardenales de Lara        | 45          |
| Juegos salvados        |                           |             |
| Nombre                 | Equipo                    | Salvados    |
| 1. Hassan Pena         | Navegantes del Magallanes | 23          |
| 2. APedro Rodríguez    | Caribes de Anzoátegui     | 19          |
| 3- Ronald Belisario    | Tigres de Aragua          | 12          |
| 4. Gregory Infante     | Tiburones de La Guaira    | 10          |
| 5. James Hoyt          | Cardenales de Lara        | 9           |